# Krasnolesje
Krasnolesje (ros. Краснолесье; hist. pol. Rominty Wielkie; lit. Raminta, Rominta; niem. Rominten, Groß-Rominten, Hardteck) – osiedle typu wiejskiego w Rosji, w obwodzie królewieckim, w rejonie niestierowskim, nad rzeką Romintą (ros. Krasnaja), ok. 10 km od granicy z Polską, w północnej części Puszczy Rominckiej, na dawnym terytorium Prus Wschodnich. Około 25 km na wschód od Krasnolesja znajduje się Jezioro Wisztynieckie i granica Litwy.

## Historia

### Od początku istnienia wsi do 1932

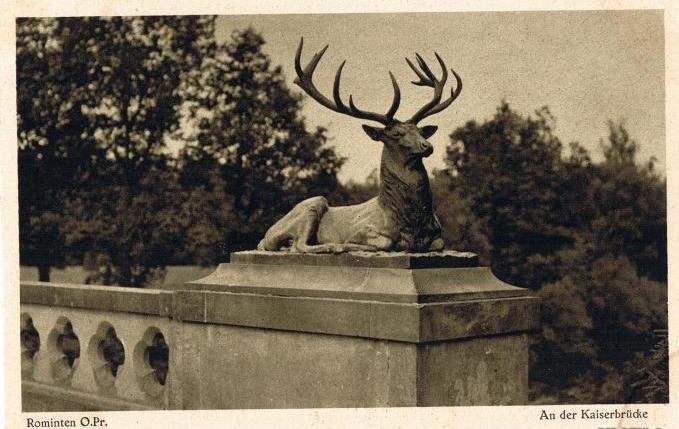
Jedna z wykonanych z brązu rzeźb jeleni na tzw. Moście Jeleni (niem. Hirschbrücke) w pobliżu pałacyku myśliwskiego Wilhelma II w Romintach (1915)

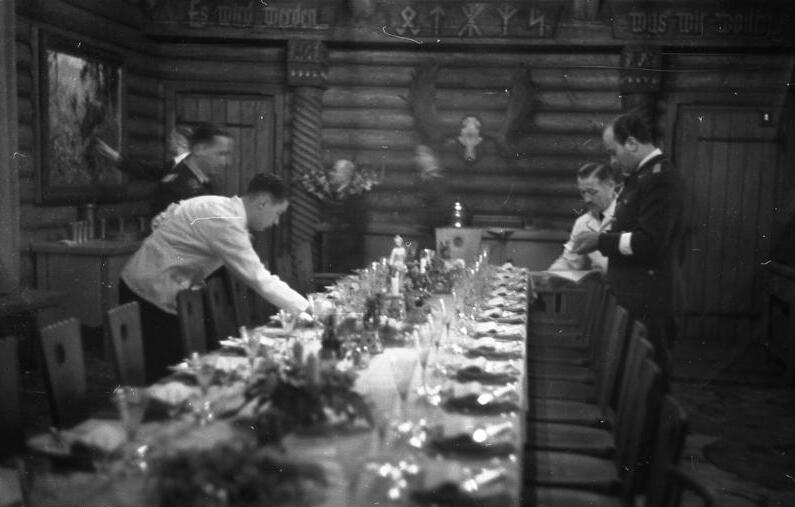
Przygotowania do posiłku w dworze myśliwskim Hermanna Göringa w Romintach (fotografia z lat 1936–1944)

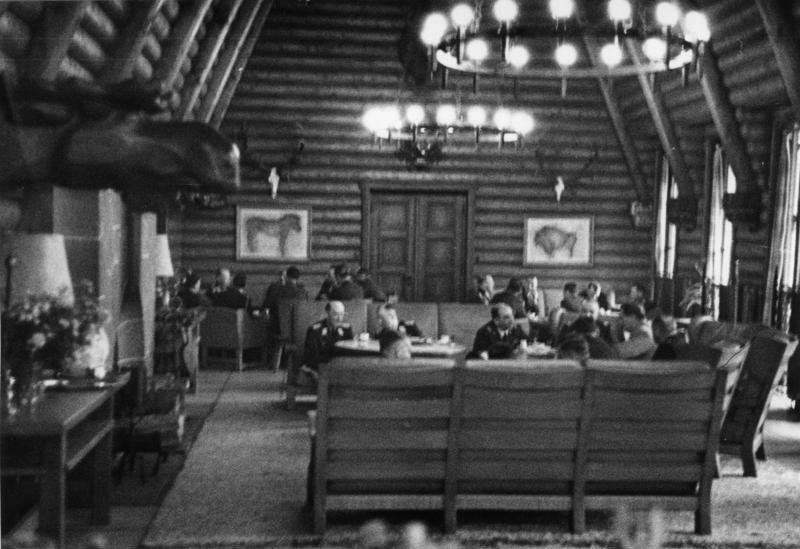
Göring z oficerami niemieckimi w dworze myśliwskim w Romintach (fotografia z lat 1936–1944)

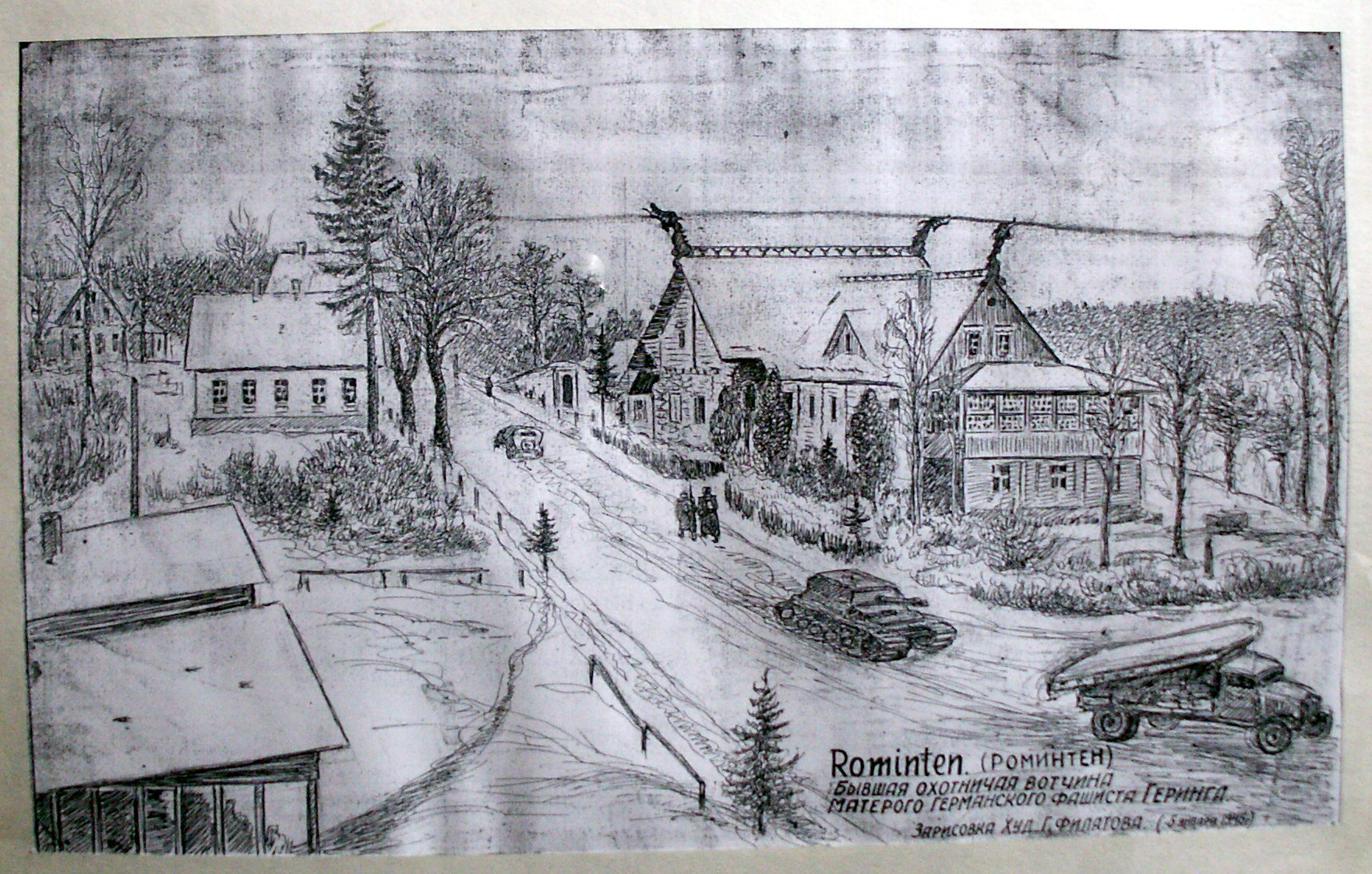
Przejazd jednostek Armii Czerwonej przez Rominty w dniu 5 stycznia 1945 roku, rysunek G. Fiłatowa w zbiorach Muzeum Historii Sztuki w Królewcu

Pierwsza wzmianka o Romintach pochodzi z 1539 roku, gdy osada znajdowała się na terytorium Prus Książęcych. W XVI i XVII wieku wieś była kolonią smolarzy. W 1683 roku w rejonie miejscowości polował Fryderyk Wilhelm I, elektor brandenburski. W XIX wieku koło Romint często polował cesarz niemiecki Wilhelm I. W 1890 roku, za panowania cesarza Wilhelma II, Rominty uzyskały status cesarskiego okręgu łowieckiego (niem. kaiserliche Hofjagdrevier) i w 1891 roku na ich terenie zbudowano dla Wilhelma II drewniany pałacyk myśliwski (niem. Jagdhaus Rominten lub Jagdschloß Rominten), który zaprojektowali w stylu skandynawskim norwescy architekci Holm Munthe (1848–1898) i Ole Sverre (1865–1932). Znajdował się on w rejonie dzisiejszej miejscowości Radużnoje (ros. Радужное, niem. Theerbude, później Kaiserlich Rominten, 54°21′45,50″N 22°32′15,99″E/54,362639 22,537775). W 1893 roku koło rezydencji wzniesiono kaplicę św. Huberta, patrona myśliwych. W sierpniu 1914 roku, w czasie bitwy pod Gąbinem, miejscowość została zajęta przez wojska carskie (1 Armia gen. Paula von Rennenkampfa) i prawie w całości spalona, jednak pałacyk myśliwski Wilhelma II oszczędzono na rozkaz cara Mikołaja II. Po I wojnie światowej Rominty stały się państwowym obszarem łowieckim w Republice Weimarskiej. Ostatnie polowanie w Puszczy Rominckiej z udziałem członków rodu Hohenzollernów miało miejsce w 1932 roku.

### Okres Trzeciej Rzeszy
W latach 30. XX wieku, w epoce Trzeciej Rzeszy, tereny łowieckie w Romintach wzbudziły zainteresowanie Hermanna Göringa. Kazał on wybudować dla siebie drewniany dwór myśliwski, nazywany Reichsjägerhof Rominten, Jägerhof Rominten lub Emmyhall (od imienia drugiej żony Göringa, Emmy Göring), zaprojektowany przez niemieckiego architekta Friedricha Hetzelta (1903–1986), mający imitować starogermańską siedzibę książęcą, położony na wysokim brzegu rzeki Rominty. Znajdował się on ok. 2 km na północ od dawnej rezydencji cesarskiej (54°22′48,03″N 22°31′17,25″E/54,380008 22,521458). Budowę rozpoczęto w 1935 roku i obiekt oddano do użytku 26 września 1936 roku. Aby ułatwić Göringowi dojazd do rezydencji, wybudowano przeznaczoną specjalnie dla niego niewielką stację kolejową w miejscowości Eichkamp (przed 1938 rokiem Schackummen, obecnie Jemieljanowka, ros. Емельяновка, 54°27′10,35″N 22°29′49,19″E/54,452875 22,496997), w odległości ok. 10 km na północny wschód od Romint, gdzie dojeżdżał swoim pociągiem specjalnym „Azja” (niem. Sonderzug „Asien”), przemianowanym 1 lutego 1943 roku na „Pomorze I” (niem. Sonderzug „Pommern I”).
Przed wybuchem II wojny światowej gośćmi rezydencji byli m.in. car Bułgarii Borys III, polski ambasador Józef Lipski i brytyjski ambasador sir Neville Henderson. Rominty odwiedził również Adolf Hitler. Niektóre źródła podają, że na początku lutego 1940 roku w dworze Göringa w Rominatch spotkali się Heinrich Himmler, Reichsführer-SS, i Ławrientij Beria, szef NKWD; prowadzili tam tajne rozmowy na temat współpracy Gestapo i NKWD w eksterminacji społeczeństwa polskiego i zwalczaniu polskiego ruchu oporu. W spotkaniu tym uczestniczył gauleiter Prus Wschodnich Erich Koch.
W drugiej połowie 1940 roku Göring koordynował z Romint działania niemieckiego lotnictwa w czasie bitwy o Anglię. W 1941 roku, po ataku Niemiec na ZSRR, Rominty stały się jego kwaterą główną na froncie wschodnim; dwór był wyposażony w bunkier zabezpieczający przed atakiem z powietrza, zbudowany w 1940 roku. Była to jedna z części systemu niemieckich kwater dowódczych współpracujących z kwaterą główną Hitlera w Wilczym Szańcu koło Kętrzyna, rozlokowanych w Prusach Wschodnich. W odległości ok. 14 km na południowy zachód od rezydencji Göringa, w lesie Kumiecie koło jeziora Gołdap, znajdowała się kwatera główna dowództwa Luftwaffe o nazwie „Robinson” (niem. Oberbefehlshaber der Luftwaffe-Hauptquartier) (54°19′58,14″N 22°19′15,75″E/54,332817 22,321042).
W latach 1936–1942 ochroną rezydencji Göringa zajmował się Batalion Wartowniczy Pułku „General Göring” (niem. Wach-Bataillon des Regiment General Göring). W 1942 roku został on przekształcony w Pułk Wartowniczy „Hermann Göring” (niem. Wachregiment Hermann Göring), a w kwietniu 1944 roku w Pułk Przyboczny „Hermann Göring” (niem. Begleit-Regiment Hermann Göring). Była to jednostka naziemna Luftwaffe o sile jednego batalionu, wyposażona w broń przeciwlotniczą, składająca się z grenadierów pancernych. 24 września 1944 roku Pułk Przyboczny „Hermann Göring” został rozformowany i na jego bazie utworzono 4 Pułk Pancerno-Spadochronowy „Hermann Göring” (niem. Fallschirm-Panzergrenadier-Regiment 4 Hermann Göring), o sile 2 batalionów, który w listopadzie 1944 roku przemianowano na 1 Pułk Pancerno-Spadochronowy „Hermann Göring” (niem. Fallschirm-Panzergrenadier-Regiment 1 Hermann Göring) i powiększono do 3 batalionów.

#### Wydarzenia 1944
1 sierpnia 1944 roku, w związku ze zbliżaniem się frontu, Göring wydał rozkaz podjęcia przygotowań do zniszczenia dworu myśliwskiego w Romintach i dawnego pałacyku Wilhelma II. Po raz ostatni przebywał w dworze 16 października 1944 roku; według niemieckich historyków Volkera Knopfa i Stefana Martensa rezydencja została podpalona i zniszczona w dniu 20 października 1944 roku (tzw. „Akcja Ogień Świętojański”, niem. Aktion „Johannisfeuer”, obejmująca również zniszczenie kwatery „Robinson”). Pałacyk Wilhelma II nie został zniszczony, podobnie jak dom nadleśniczego przy rezydencji Göringa.
W nocy z 21 na 22 października 1944 roku wieś Rominty została zdobyta przez oddziały 18 Gwardyjskiej Dywizji Strzeleckiej Armii Czerwonej, wchodzącej w skład 11 Gwardyjskiej Armii (3 Front Białoruski). Ze źródeł rosyjskich wynika, że przed nadejściem regularnych oddziałów Armii Czerwonej rezydencję Göringa opanowali zwiadowcy radzieckiej specjalnej grupy dywersyjno-wywiadowczej „Maksim” (ros. специальная диверсионно-разведывательная группа «Максим»), podlegającej 3 Oddziałowi (dywersyjnemu) Zarządu Wywiadu 3 Frontu Białoruskiego, przerzuconej 17 sierpnia 1944 roku na tyły linii niemieckich w Prusach Wschodnich. 27 października 1944 roku radziecki dziennik „Krasnaja Zwiezda”, oficjalny organ Ministerstwa Obrony ZSRR, pisał, że rezydencja Göringa została zdobyta przez wojska radzieckie w stanie nienaruszonym. Rosyjskie źródła podają, że 2 listopada 1944 roku zwiadowcy radzieccy działający w Puszczy Rominckiej zameldowali przez radio, że odnaleźli rezydencję Göringa, i poinformowali, że „najbardziej wartościowe rzeczy wywieziono, wyłączono telefony i zdjęto ochronę”. Później linia frontu ustabilizowała się i aż do rozpoczęcia przez Armię Czerwoną operacji wschodniopruskiej w styczniu 1945 roku przebiegała w odległości ok. 5 kilometrów na zachód od wsi Rominty. Według niektórych źródeł rosyjskich rezydencja Göringa nie została spalona i rozlokował się w niej sztab radziecki.
W listopadzie 1944 roku wojska radzieckie przeczesywały lasy otaczające wieś Rominty i likwidowały niemieckie grupy wywiadowczo-dywersyjne pozostawione na tyłach frontu; działania te były prowadzone przez 86 Pułk Pograniczny NKWD i kontrwywiad wojskowy Smiersz 11 Gwardyjskiej Armii. Jedna z takich niemieckich grup wywiadowczo-dywersyjnych działała w listopadzie 1944 roku w rejonie dworu myśliwskiego Göringa i była złożona z 9 żołnierzy batalionu ochrony rezydencji wyposażonych w 2 radiostacje. Większość członków tej grupy aresztowano, jednemu udało się uciec. Należący do niej żołnierze pochodzili z tzw. Komanda Specjalnego Jegrów „Białowieża” (niem. Jäger-Sonderkommando Bialowies), podlegającego bezpośrednio adiutanturze Göringa i dowodzonego przez mjr. Waltera Freverta (1897–1962), ostatniego niemieckiego nadleśniczego Puszczy Romnickiej. Unieszkodliwienie tej grupy, bazującej w zamaskowanych bunkrach ok. 3 km na południowy zachód od leśniczówki Jagdbude, stało się przedmiotem meldunku z 23 grudnia 1944 roku szefa radzieckiego kontrwywiadu wojskowego Smiersz, Wiktora Abakumowa, do Państwowego Komitetu Obrony ZSRR. 26 lutego 1945 roku czterej schwytani członkowie grupy, w tym jej dowódca, Erich Blocksdorf, zostali skazani na karę śmierci.

### Po II wojnie światowej
W 2011 roku polski historyk prof. Krzysztof Jasiewicz wysunął przypuszczenie, że w 1945 roku w rejonie dawnego dworu myśliwskiego Göringa w Romintach radziecki kontrwywiad wojskowy Smiersz mógł dokonać tajnej egzekucji polskich ofiar tzw. obławy augustowskiej. W latach 1949–1950 część dawnego pałacyku myśliwskiego Wilhelma II, początkowo wykorzystywanego jako sanatorium dla żołnierzy 3 Frontu Białoruskiego, rozebrano i przeniesiono do parku miejskiego w Królewcu. Wykonaną z brązu rzeźbę stojącego jelenia, autorstwa niemieckiego malarza i rzeźbiarza Richarda Friese (1854–1918), pochodzącą z 1911 roku, która znajdowała się niegdyś w rejonie kaplicy św. Huberta, ustawiono w parku Michaiła Glinki w Smoleńsku (tzw. park Błonie), gdzie stał się jednym z symboli miasta. Jedną z brązowych rzeźb leżących jeleni z tzw. Mostu Jeleni (niem.  Hirschbrücke) w pobliżu rezydencji (54°21′58,85″N 22°32′02,32″E/54,366347 22,533978), również autorstwa Richarda Friese, przewieziono do Moskwy.
W latach 1945–1991 osiedle znajdowało się w zamkniętej radzieckiej strefie wojskowej. W latach 1898–1939 Rominty liczyły ok. 1000–1200 mieszkańców, w 1992 roku 440 mieszkańców, a obecnie ok. 450 mieszkańców.
Miejscowość jest połączona linią kolejową z Niestierowem (hist. niem. Stallupönen, pol. Stołupiany), będącą pozostałością dawnej linii kolejowej Gołdap – Stołupiany (po polskiej stronie granicy linia ta obecnie nie istnieje).
W Krasnolesju działa parafia prawosławna pw. Świętych Męczenników Adriana i Natalii. Cerkwią parafialną jest dawny kościół ewangelicki wzniesiony w 1880 roku, ufundowany przez cesarza Wilhelma I. Świątynia, która po II wojnie światowej popadła w ruinę, została odbudowana w latach 2014–2016. Oprócz cerkwi parafialnej znajduje się tu również kaplica prawosławna pw. św. Jerzego Zwycięzcy, zbudowana w drugiej dekadzie XXI w.
W miejscowości mieści się także Muzeum Wisztynieckie (ros. Виштынецкий эколого-исторический музей), zajmujące się historią i ekologią regionu, szkoła, dom kultury, tartak i duży zakład wydobycia kruszywa.
Z pałacyku myśliwskiego Wilhelma II i dworu Göringa zachowały się obecnie jedynie skromne pozostałości części murowanych: fundamenty, resztki piwnic i ruiny bunkra Göringa. W dalszym ciągu istnieje Most Jeleni na Romincie, choć bez zdobiących go niegdyś rzeźb. Obiekty te znajdują się na terenie niezamieszkanego kompleksu leśnego między miejscowościami Krasnolesje i Radużnoje, kilka kilometrów od granicy z Polską.

## Zmiany nazwy miejscowości
Nazwa miejscowości kilkakrotnie się zmieniała. W 1895 roku nazwę Rominty zmieniono na Rominty Wielkie (niem. Groß-Rominten), a nazwę przysiółka Theerbude, znanego od 1763 roku, gdzie znajdował się cesarski pałacyk myśliwski, na Cesarskie Rominty (niem. Kaiserlich Rominten). W 1938 roku nazwę Groß-Rominten zmieniono na Hardteck (w pobliżu istniało również Klein-Hardteck). W 1945 roku, po II wojnie światowej, gdy wieś weszła w skład ZSRR, jej nazwę zmieniono na Krasnolesje, choć do 1948 roku nazwy niemiecka i rosyjska były używane równolegle.

## Krasnolesje w literaturze i filmie
Pobyt Hermanna Göringa w Puszczy Rominckiej opisał francuski pisarz Michel Tournier w książce Le roi des Aulnes, wydanej w 1970 roku. W 1996 roku została ona zekranizowana przez niemieckiego reżysera Volkera Schlöndorffa w filmie Der Unhold, nakręconym w Polsce.